# I Found Stella Parish
I Found Stella Parish is een Amerikaanse dramafilm uit 1935 onder regie van Mervyn LeRoy.

## Verhaal
De Britse actrice Stella Parish verdwijnt plots spoorloos. Verslaggever Keith Lockridge reist het hele land af om haar te zoeken. Als hij haar uiteindelijk vindt, vertelt ze hem dat ze is ondergedoken, omdat er geruchten de ronde deden over haar criminele verleden. Lockridge belooft Stella dat hij die geruchten in de kiem zal smoren, maar zijn verslag komt terecht in verkeerde handen. Zo lijkt Stella's carrière toch voorbij te zijn.

## Rolverdeling
| Acteur      | Personage       |
| ----------- | --------------- |
| Kay Francis | Stella Parish   |
| Ian Hunter  | Keith Lockridge |
| Paul Lukas  | Stephan Norman  |
| Sybil Jason | Gloria Parish   |